# Jean-Pierre Egger
Jean-Pierre Egger (Neuchâtel, Suiza; 30 de julio de 1943 – 29 de julio de 2025) fue un atleta suizo especialista en lanzamiento de bala.

## Carrera
Participó en dos ediciones de los Juegos Olímpicos, la primera de ellas fue en Montreal 1976 en lanzamiento de bala donde no pudo avanzar a la final luego de lograr 18.13 metros, para terminar en el lugar 19 entre 24 participantes.
Su segunda aparición fue el Moscú 1980 donde logró avanzar a la final en la que terminó en la posición 12 entre 16 participantes con una distancia de 19.61 metros.

## Tras el retiro
Al retirarse pasó a ser el entrenador del tres veces campeón mundial Werner Günthör. También fue preparador físico del Olympique de Marseille, de la selección de baloncesto de Francia que logró la medalla de plata en Sídney 2000, además de director técnico de la Federación Suiza de Atletismo.